# Мерчицкий сельсовет
Мерчицкий сельсовет (белор. Мерчыцкі сельсавет; до 1973 года — Мосевичский) — административная единица в Пинском районе Брестской области Беларуси. Административный центр — деревня Мерчицы.

## История
Образован 12 октября 1940 года как Мосевичский сельсовет в составе Жабчицкого района Пинской области. С 8 января 1954 года в составе Брестской области. С 14 октября 1957 года в составе Логишинского района. 9 марта 1959 года в состав сельсовета из Порецкого сельсовета перечислена деревня Твердовка. С 25 декабря 1962 года в составе Пинского района. 16 апреля 1973 года переименован в Мерчицкий сельсовет.

## Состав
В состав сельсовета входят следующие населённые пункты:
- Бастычи — деревня
- Велесница — деревня
- Лисятичи — деревня
- Масевичи — деревня
- Мерчицы — деревня
- Рудка — деревня
- Синин — деревня
- Твердовка — деревня